# Schloss Wichelsdorf

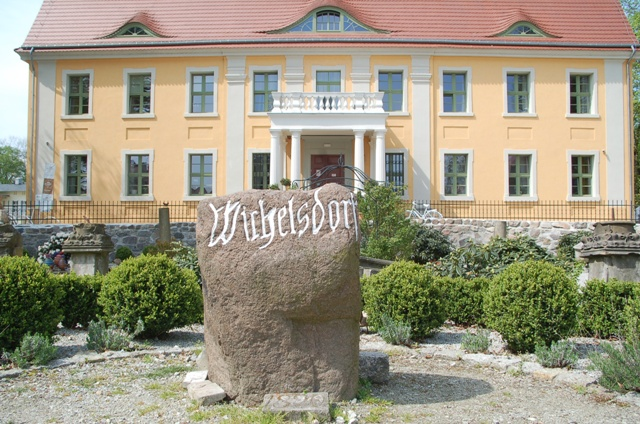
Schloss Wichelsdorf

Schloss Wichelsdorf (polnisch Pałac w Wiechlicach) ist ein Schloss in Wiechlice (Wichelsdorf) in der Stadt- und Landgemeinde Szprotawa (Sprottau) im Powiat Żagański (Kreis Sagan) in der Woiwodschaft Lebus. Historisch gehörte die Region zu Schlesien.

## Geschichte
Als Besitzer des Dorfes ist 1538 Christoph von Kittlitz genannt. Möglicherweise bestand im Jahr 1619 ein Herrenhaus im Ort. Von 1718 bis 1757 waren die von Stosch, danach die von Studnitz und von Niebelschütz Besitzer des Gutes. Vermutlich durch Georg Sigmund Neumann wurde 1790 bis 1795 das heutige spätbarocke Schloss errichtet.
Nach dem Übergang an Polen 1945 war das Schloss Unterkunft für Offiziere der Roten Armee, die in der Umgebung einen Militärflugplatz betrieb. Heute ist das Schloss restauriert.

## Bauwerk
Das Schloss ist typisch für die beginnende klassizistische Architektur in Schlesien. Der Bau trägt ein Mansardwalmdach und einen mit toskanischen Pilastern akzentuierten Risalit bei zurückhaltender Fassadengestaltung.